# デーヴィッド・ヴァンジーランド
デーヴィッド・ヴァンジーランド（David Van Zealand、2000年2月11日 - ）は、ジャパンラグビーリーグワンクボタスピアーズ船橋・東京ベイに所属するラグビー選手。

## プロフィール
- オーストラリア出身[1]。
- ポジションはロック(LO)。
- 身長 196 cm、体重 116 kg

## 来歴
2019年、セントローレンス高校卒業後、拓殖大学に入る。
2023年1月、アーリーエントリーでクボタスピアーズ船橋・東京ベイに加入。同年3月、拓殖大学卒業。
2025年1月5日に行われたJAPAN RUGBY LEAGUE ONE第3節カンファレンスB三重ホンダヒート戦にて先発出場でリーグワン公式戦初出場を果たした。